# Liparetrus mixtus
Liparetrus mixtus är en skalbaggsart som beskrevs av Lea 1919. Liparetrus mixtus ingår i släktet Liparetrus och familjen Melolonthidae. Inga underarter finns listade i Catalogue of Life.